# Ольховка (Хомутовський район)
Ольховка (рос. Ольховка) — село в Хомутовському районі Курської області Російської Федерації.
Населення становить 423 особи. Входить до складу муніципального утворення Ольховськаа сільрада.

## Історія
Населений пункт розташований на території українського етнічного та культурного краю Східна Слобожанщина.
Від 2004 року входить до складу муніципального утворення Ольховська сільрада.

## Населення
| 2002 | 2010 |
| ---- | ---- |
| 560  | ↘423 |